# Albert Grey, 4:e earl Grey
Albert Henry George Grey, 4:e earl Grey, född den 28 november 1851 i London, död där den 29 augusti 1917, var en brittisk politiker och ämbetsman.

## Biografi
Albert Grey var son till general Charles Grey. Albert Grey, som 1880–1886 var liberal medlem av underhuset, var vän med Cecil Rhodes. Han deltog med honom i koloniseringen av Rhodesia, vars styresman (administratör) han blev efter Jameson 1896. Han kuvade som sådan upproret i andra Matabelekriget 1896–1897.
Grey var 1898–1904 direktör i British South Africa Company och blev sedan Kanadas generalguvernör, där han genom taktfull och klok administration blev mycket populär. Grey avgick i oktober 1911 från generalguvernörsposten i Kanada och tog sedermera vid sidan av partipolitiken rätt livlig del i det politiska livet.
Han var bland annat delaktig i propagandan för proportionella val och i arbetet för jordbruks- och nykterhetsreformer. Earlvärdigheten ärvde han efter sin farbror 1894.